# Mongolian Agricultural Commodity Exchange
Im Jahr 2013 wurde die staatliche Mongolian Commodity Exchange LLC als Terminbörse der Mongolei gegründet, nachdem 2011 das „Gesetz über den Austausch landwirtschaftlicher Produkte und Waren“ verabschiedet und legalisiert wurde.

## Geschichte
Im Jahr 2024 begann die Börse auch Vieh- und Fleisch Kontrakte in ihren Handel aufzunehmen.

## Mitgliedschaften
Sie war Teil der:
- Sustainable Stock Exchanges Initiative[3]